# Cymodusa nigripes
Cymodusa nigripes là một loài tò vò trong họ Ichneumonidae.